# Fiolet

Il Gignod e il Sarre, due squadre vittoriose in numerosi campionati, in una foto del 1960.

Il fiolet (pron. fr. fiolé), in passato chiamato baculot ([bakylo]), grafia alternativa (omofona) fiollet, è uno sport individuale e a squadre in cui una pallina viene battuta con un bastone. Fa parte degli sport tradizionali valdostani, insieme allo tsan, alla rebatta e al palet valdostano, e come tale viene tutelato dalla Fédérachon Esport de Nohtra Téra e dalla più specifica Asosiachon Valdohténa Fiolet, che si occupa anche dell'organizzazione dei campionati dopo tanti anni di spontaneismo. In passato era giocato anche nel Canavese.

## Storia
Come la rebatta, altro gioco tipico valdostano, il fiolet deriva dalla lippa. In Savoia, secondo il giocatore e studioso di sport tradizionali Pierre Daudry, venivano indicati con i nomi di "ara, bâtonnet, baculot e fiolé" le varianti di un unico gioco.

Terza edizione del Bâton d'Or, foto di gruppo del 1927.

Due fiolet a confronto: quello a sinistra pesa 40 gr, proviene da La Magdeleine e risale ai primi del Novecento, forma e dimensioni ricordano quelle del gioco savoiardo dell'ara; a destra un fiolet moderno, di dimensioni più ridotte ma che raggiunge i 40 gr grazie alle chiodature.

Giocatori cercano il fiolet perduto in una foto del 1947 (Foto B.R.E.L. - Fondo Berard)

Le prime testimonianze raccolte sul fiolet risalgono alla fine dell'Ottocento - primi del Novecento: un aneddoto racconta che, per procurarsi i rami da cui ricavare i bastoni di gioco, alcuni si recassero in località Les Îles de Quart, tuttora zona boscosa, dove si rifornivano anche i giocatori di tsan, e che questo creasse tensioni per accaparrarsi i rami migliori; un'ordinanza municipale di Aosta del 1882 vietava espressamente di giocare all'interno della città a "boules, paume, baculot et autres jeux" per la pericolosità che arrivasse la palla sulla testa dei passanti.

Diffusione del fiolet in Valle d'Aosta (dati aggiornati al 2011): i comuni colorati sono quelli in cui si gioca.

Si arrivò persino ad una protesta scritta da parte dei giocatori di baculot, per la difficile condivisione degli spazi con i militari che dovevano esercitarsi nella Piazza d'armi e che non volevano essere feriti dai fiolet lanciati dai giocatori. I giocatori avevano ragioni molto valide: la Piazza d'armi di Aosta (detta all'epoca Champ de Mars) era un ampio pianoro nel borgo di Saint-Étienne fin dalle origini del gioco punto di riferimento per tutti i giocatori della valle, vera e propria "culla valdostana del fiolet", e solo successivamente era stata occupata dall'esercito. Il Champ de Mars pare fosse di proprietà del comune che lo aveva affittato a Joseph Frassy con la clausola di farvi disputare i campionati di primavera e d'autunno di baculot. Vi si giocò fino all'inizio della seconda guerra mondiale, più precisamente fino al 1934 per le gare ufficiali, poiché dal 1935 la gara regionale si spostò allo stadio Puchoz, sempre ad Aosta.
Una svolta per l'organizzazione del gioco fu la costituzione, nel luglio del 1924 in presenza di 51 soci nel salone Plaine d'Aoste, della "Società Sport Club Aosta", una sorta di polisportiva con tanto di statuto, comitato direttivo e incaricati dei singoli giochi e sport. Nel giro di un anno la Società individuò in Joseph-Charles Farinet e René Fusinaz i responsabili per la stesura del primo regolamento ufficiale del gioco del baculot, da cui far partire un vero e proprio campionato.

## Gli stereotipi
Il gioco, secondo alcuni stereotipi, era un gioco di "villani", esclusivamente maschile e amato da vecchi dediti alla bottiglia; questi stereotipi sono stati in seguito smontati dagli studi di Pierre Daudry e Richard Savoye.
In realtà, il fiolet viene giocato a squadre e prevede la mescolanza generazionale ("vioù" e "dzoveunno" giocano insieme), e anche le donne vi partecipano da decenni.
Inoltre, secondo un paio di testimonianze riguardo all'inizio del Novecento
()
()
L'idea di gioco da crapuloni deriva invece dall'abbinamento socializzante di vino e gioco, elemento frequente nei giochi tradizionali (si pensi al connubio pastis-pétanque): al termine delle partite di fiolet, spesso giocate di domenica, si tornava in città a far festa. Secondo un testimone 
()

## Campionati

### Gara individuale
Fin dal 1º maggio del 1925 si tiene la gara più prestigiosa di fiolet, quella in cui viene assegnato il Bâton d'Or al giocatore che in 10 battute riesce a fare più punti di tutti. Questo trofeo di legno lavorato, su cui sono incisi i nomi di tutti i passati campioni, resta al vincitore per un anno insieme al titolo di Campione Valdostano di Fiolet. La custodia del Bâton d'Or è un vero e proprio onore. Il bastone, scolpito da un artigiano di Saint-Nicolas, fu un regalo del Capitano degli Alpini Mario Brivio «per testimoniare la mia soddisfazione nei confronti di coloro che hanno rimesso in piedi Lo viou joà di Valdôtèn (...), in dotazione per i campioni del fiolet». 

Il giocatore di fiolet Daniel Olivier, tra i protagonisti del Bâton d'Or, qui durante la gara svoltasi ad Aosta il 1º maggio 1981.

Il tavolo della giuria del campionato del 1947, allo Stadio Puchoz di Aosta. Sul tavolo si nota il Bâton d'Or, nonostante in quegli anni non venisse consegnato al vincitore della gara individuale. Verrà rimesso in palio solo a partire dal 1959.

Il primo vincitore del Bâton d'Or è stato Joseph Jean-Savy, dalla baquettaye secca e armoniosa. Il bastone, nascosto da René Fusinaz per preservarlo dalle devastazioni della guerra, "scomparve" per 25 anni e fu restituito solo nel 1959, quando nel febbraio di quell'anno venne riconsegnato ufficialmente nelle mani dell'allora segretario del Fiolet Italo Marguerettaz. Da allora venne nuovamente disputata questa gara individuale.

### Gare a squadre
Stante il divieto di giocare nell'abitato, in generale si giocava ai piedi dei monti, sui terreni pianeggianti, in primavera e in autunno. Un vero e proprio campionato fu istituito solo nel 1953. Mentre Bâton d'Or è una competizione individuale, il campionato primaverile e quello autunnale sono giocati a squadre e vengono chiamati Trofeo Primaverile e Trofeo Autunnale. Al giorno d'oggi si disputano anche i campionati juniores, le gare all'interno dei Giochi della Gioventù, il Master estivo e il Trofeo Consiglio Valle.

## Campo
Il terreno di gioco è un prato pianeggiante lungo almeno 150 metri; su di esso si confrontano i giocatori, singolarmente o in squadre composte di sette elementi ciascuna di cui 5 titolari e due riserve. Ha forma di settore circolare ed è segnato con semicerchi ogni 15 metri.
Se negli ultimi 50 anni è accaduto che l'assenza di campi da gioco rendesse difficile giocare a fiolet, fino al caso limite del 1976 in cui questa menomazione impedì addirittura di disputare il Trofeo Consiglio della Valle, oggi i campi sono salvaguardati e individuati con maggiore certezza.

## Oggetti di gioco

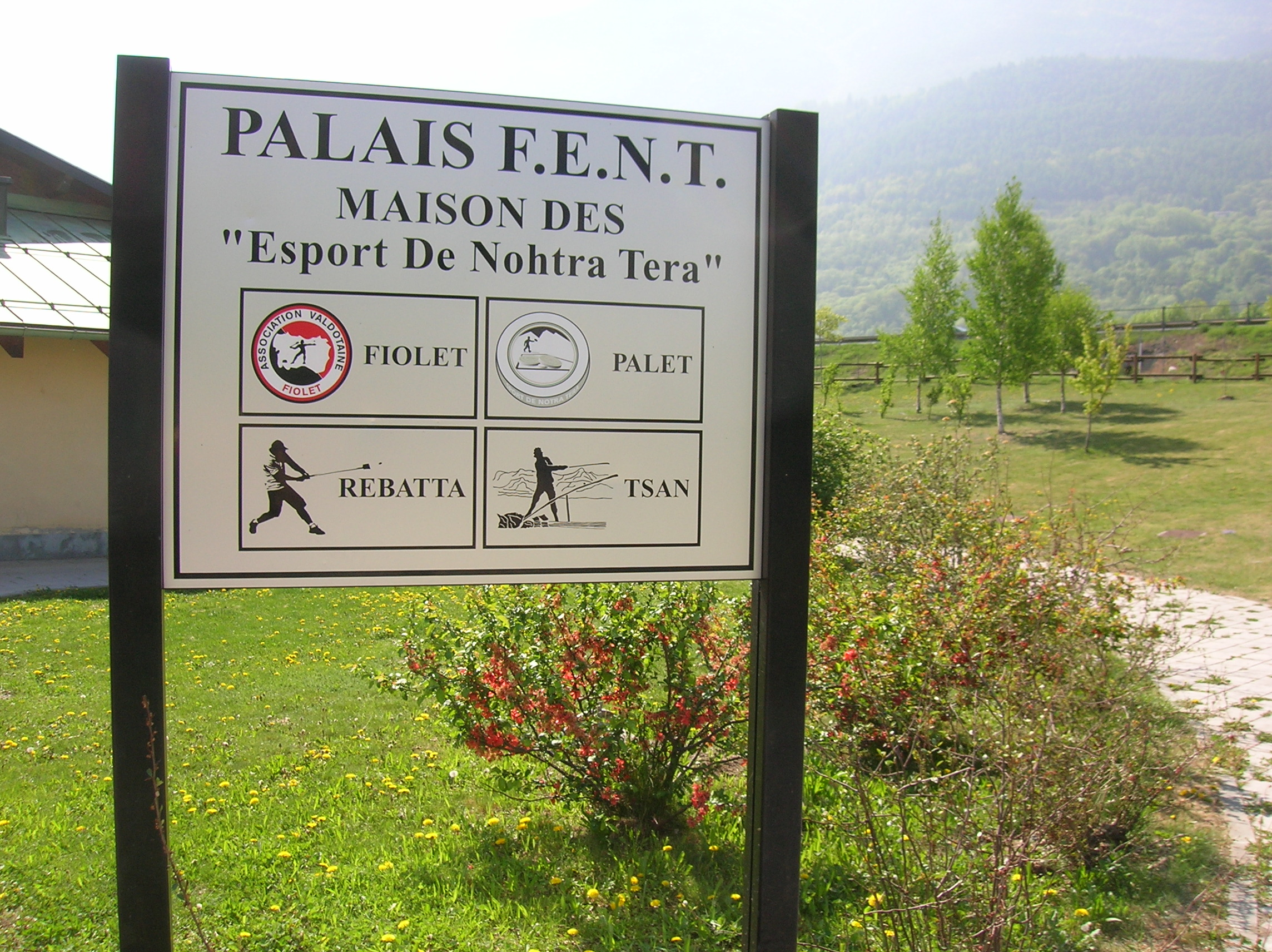
Il cartello all'ingresso dell'area verde per gli sport tradizionali di Brissogne gestita dalla Fédération Esport de Nohtra Tera.

Per giocare servono una pallina ovoidale (detta il fiolet, generalmente di legno e con delle chiodature per aumentarne il peso), una pietra liscia tonda (detta la pira in patois orientale o il berrio in patois standard) a volte appoggiata sopra una base di latta e infine un'"eima", costituita da un bastone di legno affusolato, che presenta su un'estremità l'impugnatura e sull'altra la "maciocca" che serve per colpire il fiolet.

## Svolgimento

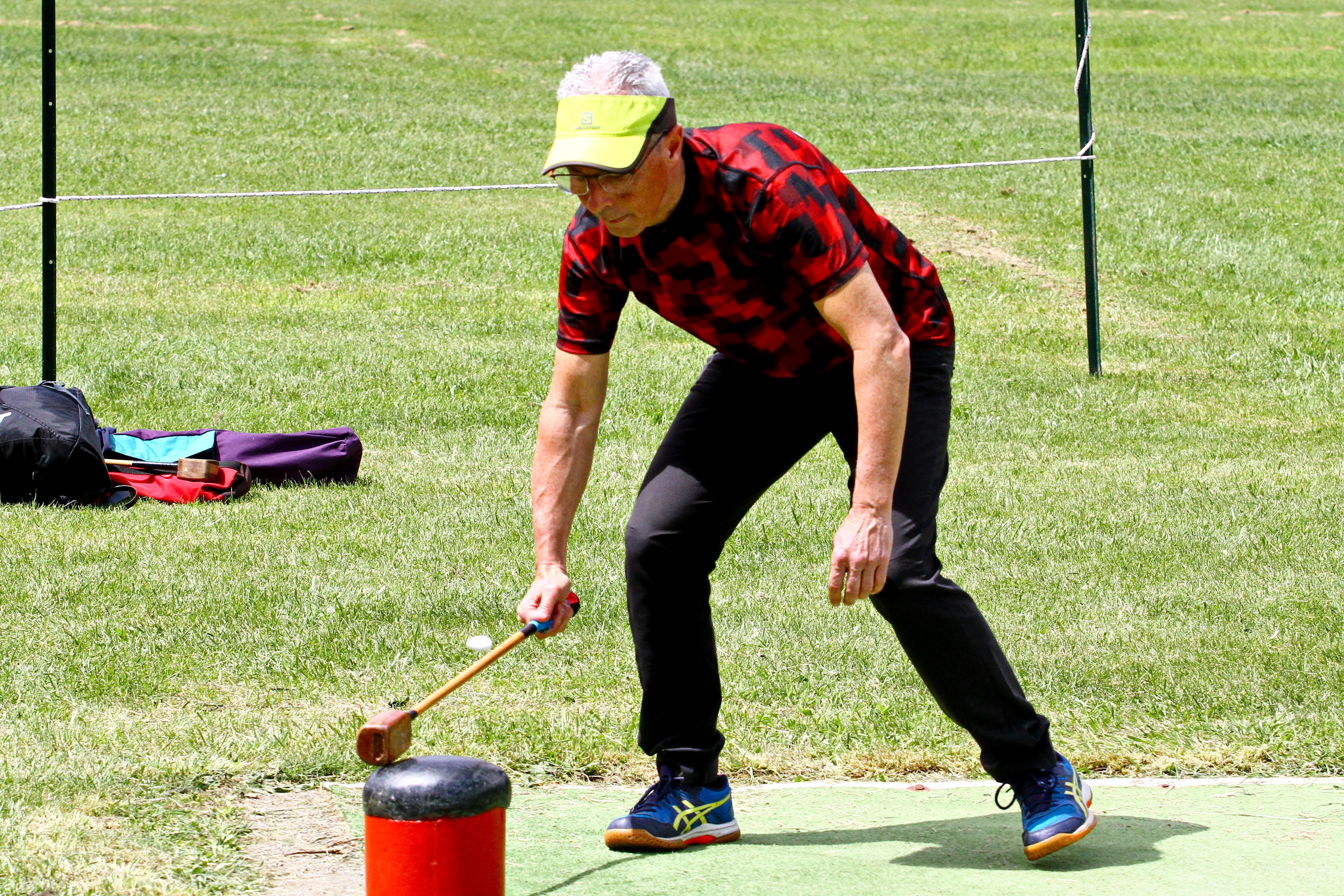
Il giocatore di fiolet Giorgio Marguerettaz immortalato duranate la fase di alzata.

Una pallina ovoidale posta su un sasso alto circa 20 cm viene colpita due volte dal giocatore con un bastone, prima per farla balzare in aria e subito dopo al volo per mandarla il più lontano possibile.
Il giocatore segna un punto per ogni semicerchio superato dalla pallina che ha lanciato.

## Association Valdôtaine Fiolet
Del fiolet e dell'organizzazione dei campionati si occupa l'Association Valdôtaine Fiolet, parte della Fédération Esport de Nohtra Tera.
In ogni comune in cui si gioca il fiolet c'è una sezione organizzativa dell'Association, tranne ad Aosta che ne ha tre equiparate alle altre: Aosta, Arpuilles-Excenex (Aosta), Porossan (Aosta).

### Sezioni
I comuni in cui si gioca a fiolet sono: Allein, Aosta, Avise, Charvensod, Etroubles, Gignod, La Salle, La Thuile, Morgex, Oyace, Saint-Christophe, Saint-Rhémy-en-Bosses, Saint-Oyen, Sarre, Valpelline.

## Classifiche dei campionati

### Campioni del Bâton d'Or
Segue l'elenco dei Campioni del Bâton d'Or:
| Anno | Primo classificato                                        | Secondo classificato                                        | Terzo classificato                                                                                            |
| ---- | --------------------------------------------------------- | ----------------------------------------------------------- | --- |
| 1925 | Joseph Jean-Savy (sezione: Saint-Étienne)                 | -                                                           | - |
| 1926 | Fortuné Alleyson (sezione: Pléod)                         | -                                                           | - |
| 1927 | Maurice Barmasse (sezione: Aoste) (29 punti)              | Enrico Bolzano (sezione: Aoste) (23 punti)                  | Anselme Savoye (sezione: Gignod) (22 punti)                                                                   |
| 1928 | Joseph Peyrot (sezione: Aoste)                            | -                                                           | - |
| 1933 | Vittorio Turcotti (sezione: Saint-Étienne)                | -                                                           | - |
| 1934 | Alexandre Grimod (sezione: Excenex)                       | -                                                           | - |
| 1959 | Albert Cerise (sezione: Allein) (55 punti)                | Albino Subet (sezione: Gignod) (52 punti)                   | Bruno Désandré (sezione: Porossan) (49 punti)                                                                 |
| 1960 | Mario Cerise (sezione: Doues) (56 punti)                  | Damien Borre (sezione: Gignod) (54 punti)                   | Bruno Désandré (sezione: Porossan) (53 punti)                                                                 |
| 1961 | Albino Subet (sezione: Gignod) (58 punti)                 | Ezio Diémoz (sezione: Doues) (58 punti)                     | Jules Subet (sezione: Gignod) (56 punti)                                                                      |
| 1962 | Damien Borre (sezione: Gignod) (69 punti)                 | Carlo Meggiolaro (sezione: Porossan) (69 punti)             | Tino Latey (sezione: Aoste) (68 punti)                                                                        |
| 1963 | Richard Pasquettaz (sezione: Senin) (72 punti)            | -                                                           | - |
| 1964 | Aimé Chenal (sezione: Valpelline) (81 punti)              | Richard Pasquettaz (sezione: Senin) (64 punti)              | Damien Borre (sezione: Gignod) (66 punti)                                                                     |
| 1965 | Albino Subet (sezione: Gignod) (85 punti)                 | Damien Borre (sezione: Gignod) (83 punti)                   | Lino Stellino (sezione: Gignod) (66 punti)                                                                    |
| 1966 | Damien Borre (sezione: Gignod) (86 punti)                 | Jules Subet (sezione: Gignod) (77 punti)                    | Arnaldo Vétticoz (sezione: Morgex) (71 punti)                                                                 |
| 1967 | Angelo Dufour (sezione: La Salle) (80 punti)              | Franco Dayné (sezione: Aoste) (79 punti)                    | Bruno Désandré (sezione: Senin) (77 punti)                                                                    |
| 1968 | Ottavio Borettaz (sezione: La Salle) (83 punti)           | Gilbert Thérivel (sezione: Senin) (73 punti)                | Attilio Bétral (sezione: Sarre) Aimé Chenal (sezione:Valpelline) Riccardo Zorzato (sezione: Sarre) (70 punti) |
| 1969 | Candide Marthyn (sezione: Allein) (76 punti)              | Lucien Jordan (sezione: Valpelline) (ex aequo)              | Jules Subet (sezione: Gignod) (73 punti)                                                                      |
| 1970 | Candide Marthyn (sezione: Porossan) (91 punti)            | Albino Subet (sezione: Gignod) (88 punti)                   | Jules Subet (sezione: Gignod) (86 punti)                                                                      |
| 1971 | Elio Milliéry (sezione: La Salle) (79 punti)              | Albino Subet (sezione: Gignod) (74 punti)                   | Attilio Bétral (sezione: Sarre) (70 punti)                                                                    |
| 1972 | Roger Collomb (sezione: La Thuile) (74 punti)             | Jules Subet (sezione: Gignod) (73 punti)                    | Attilio Bétral (sezione: Sarre) Luciano Jordan (sezione: Valpelline) (71 punti)                               |
| 1973 | Roger Collomb (sezione: La Thuile) (80 punti)             | Julien Bizel (sezione: Morgex) (ex aequo)                   | nome (sezione) (punti)                                                                                        |
| 1974 | Albino Subet (sezione: Variney) (92 punti)                | Ottavio Chenal (sezione: Valpelline) (85 punti)             | Bruno Blanchet (sezione: Sarre) (83 punti)                                                                    |
| 1975 | Daniel Olivier (sezione: Bosses) (110 punti)              | César Lucianaz (sezione: Charvensod) (95 punti)             | Candide Marthyn (sezione: Porossan) (92 punti)                                                                |
| 1976 | Damien Borre (sezione: Gignod) (92 punti)                 | Jules Subet (sezione: Gignod) (87 punti)                    | Lucien Jordan (sezione: Aoste) (83 punti)                                                                     |
| 1977 | Daniel Olivier (sezione: Gignod) (88 punti)               | Lino Jordan (sezione: Bosses) (76 punti)                    | Ezio Diémoz (sezione: Doues) (73 punti)                                                                       |
| 1978 | Daniel Olivier (sezione: Gignod) (86 punti)               | Sylvain Bizel (sezione: Morgex) (77 punti)                  | Lino Jordan (sezione: Bosses) (77 punti)                                                                      |
| 1979 | Daniel Olivier (sezione: Gignod) (92 punti)               | Albert Bizel (sezione: Morgex) (81 punti)                   | Jules Subet (sezione: Gignod) (80 punti)                                                                      |
| 1980 | Carlo Ferraro (sezione: Porossan) (94 punti)              | Albert Bizel (sezione: Morgex) (85 punti)                   | Daniel Olivier (sezione: Gignod) (81 punti)                                                                   |
| 1981 | Daniel Olivier (sezione: Gignod) (94 punti)               | Carlo Ferraro (sezione: Porossan) (91 punti)                | Jules Subet (sezione: Gignod) (91 punti)                                                                      |
| 1982 | Sylvain Roveyaz (sezione: Charvensod) (81 punti)          | Carlo Meggiolaro (sezione: Porossan) (80 punti)             | Henri Farinet (sezione: Étroubles) (79 punti)                                                                 |
| 1983 | Sylvain Rovéyaz (sezione: Charvensod) (89 punti)          | Eugène Jordan (sezione: Valpelline) (81 punti)              | Joseph Petey (sezione: Valpelline) (77 punti)                                                                 |
| 1984 | Eros Sbalchiero (sezione: La Thuile) (91 punti)           | Rinaldo Bal (sezione: Sarre) (87 punti)                     | Bruno Blanchet (sezione: Sarre) (91 punti)                                                                    |
| 1985 | Daniel Olivier (sezione: Bosses) (101 punti)              | Eros Sbalchiero (sezione: La Thuile) (99 punti)             | Henri Cottin (sezione: Allein) (88 punti)                                                                     |
| 1986 | Carlo Ferraro (sezione: Saint-Christophe) (97 punti)      | Daniel Olivier (sezione: Bosses) (92 punti)                 | Marc Cheney (sezione: Saint-Christophe) (87 punti)                                                            |
| 1987 | Daniel Olivier (sezione: Bosses) (95 punti)               | Jean Collomb (sezione: La Thuile) (93 punti)                | Carlo Francesia (sezione: Porossan) (91 punti)                                                                |
| 1988 | Daniel Olivier (sezione: Bosses) (100 punti)              | Emilio Cottin (sezione: Allein) (93 punti)                  | Carlo Ferraro (sezione: Saint-Christophe) (92 punti)                                                          |
| 1989 | Enrico Francesia (sezione: Porossan) (93 punti)           | Carlo Francesia (sezione: Porossan) (92 punti)              | Jules Subet (sezione: Gignod) (90 punti)                                                                      |
| 1990 | Daniel Olivier (sezione: Bosses) (102 punti)              | Robert Vilbrant (sezione: Porossan) (93 punti)              | Emilio Cottin (sezione: Allein) (92 punti)                                                                    |
| 1991 | Enrico Francesia (sezione: Porossan) (98 punti)           | Jean Collomb (sezione: La Thuile) (95 punti)                | Luigi Plati (sezione: Porossan) (91 punti)                                                                    |
| 1992 | Daniel Olivier (sezione: Bosses) (97 punti)               | Luigi Plati (sezione: Porossan) (95 punti)                  | Leandro Gex (sezione: Courmayeur) (94 punti)                                                                  |
| 1993 | Enrico Francesia (sezione: Porossan) (97 punti)           | Georges Marguerettaz (sezione: Saint-Christophe) (93 punti) | Jean Collomb (sezione: La Thuile) (92 punti)                                                                  |
| 1994 | Carlo Ferraro (sezione: Saint-Christophe) (103 punti)     | Stefano Pépellin (sezione: Saint-Christophe) (100 punti)    | Robert Vilbrant (sezione: Porossan) (100 punti)                                                               |
| 1995 | Paul Comé (sezione: Charvensod) (93 punti)                | Georges Marguerettaz (sezione: Saint-Christophe) (88 punti) | Leo Collé (sezione: Étroubles) (88 punti)                                                                     |
| 1996 | Jean Collomb (sezione: La Thuile) (99 punti)              | Guido Bésenval (sezione: Arpuilles) (91 punti)              | Luigi Plati (sezione: Porossan) (90 punti)                                                                    |
| 1997 | Jean Collomb (sezione: La Thuile) (111 punti)             | Enrico Francesia (sezione: Porossan) (106 punti)            | Sylvain Rovéyaz (sezione: Charvensod) (105 punti)                                                             |
| 1998 | Paul Comé (sezione: Charvensod) (101 punti)               | Jean Collomb (sezione: La Thuile) (96 punti)                | Carlo Ferraro (sezione: La Thuile) (91 punti)                                                                 |
| 1999 | Enrico Francesia (sezione: Porossan) (92 punti)           | Robert Vilbrant (sezione: Porossan) (91 punti)              | Sylvain Rovéyaz (sezione: Charvensod) (89 punti)                                                              |
| 2000 | Paul Comé (sezione: Charvensod) (98 punti)                | Ezio Marguerettaz (sezione: Saint-Christophe) (95 punti)    | Sylvain Rovéyaz (sezione: Charvensod) (92 punti)                                                              |
| 2001 | Leandro Gex (sezione: La Thuile) (94 punti)               | Simon Bollon (sezione: Charvensod) (90 punti)               | Enrico Francesia (sezione: Porossan) (89 punti)                                                               |
| 2002 | Stefano Pépellin (sezione: Saint-Christophe) (100 punti)  | Leandro Gex (sezione: La Thuile) (99 punti)                 | Simon Bollon (sezione: Charvensod) (98 punti)                                                                 |
| 2003 | Jean-Claude Bal (sezione: Charvensod) (punti 100)         | Jean Collomb (sezione: La Thuile) (98 punti)                | Simon Bollon (sezione: Charvensod) (95 punti)                                                                 |
| 2004 | Paul Comé (sezione: Charvensod) (punti 111)               |                                                             | |
| 2005 | Enrico Francesia (sezione: Porossan) (96 punti)           | Ezio Marguerettaz (sezione: Saint-Christophe) (96 punti)    | Giorgio Marguerettaz (sezione: Saint-Christophe)                                                              |
| 2006 | Enrico Francesia (sezione: Porossan) (100 punti)          | Jean-Claude Bal (sezione: Charvensod) (97 punti)            | Simon Bollon (sezione: Charvensod)                                                                            |
| 2007 | Ivo Nex (sezione: Porossan) (105 punti)                   | Carlo Francesia (sezione: Porossan) (104 punti)             | Enrico Francesia (sezione: Porossan)                                                                          |
| 2008 | Ezio Gemelli (sezione: Saint-Christophe) (100 punti)      | Jean-Claude Bal (sezione: Charvensod) (98 punti)            | Christian Comé (sezione: Charvensod) (97 punti)                                                               |
| 2009 | Enrico Francesia (sezione: Porossan) (102 punti)          | Michel Ronc (sezione: Saint-Oyen) (102 punti)               | |
| 2010 | Leo Collé (sezione: Saint-Oyen) (98 punti)                | Enrico Francesia (sezione: Porossan) (98 punti)             | Carlo Ferraro (sezione: La Salle) (97 punti)                                                                  |
| 2011 | Jean Collomb (sezione: La Thuile) (101 punti)             | Ivo Nex (sezione: Porossan) (96 punti)                      | Didier Bal (sezione: Charvensod) (95 punti)                                                                   |
| 2012 | Michel Ronc (sezione: Saint-Oyen) (94 punti)              | Enrico Francesia (sezione: Porossan) (93 punti)             | Ezio Marguerettaz (sezione: Saint-Christophe) (93 punti)                                                      |
| 2013 | Gabriel Madonna (sezione: Charvensod) (104 punti)         | Simon Charbonnier (sezione: Saint-Christophe) (100 punti)   | Ezio Marguerettaz (sezione: Saint-Christophe)                                                                 |
| 2014 | Christian Comé (sezione: Charvensod) (100 punti)          | Ivo Nex (sezione: Porossan) (97 punti)                      | Carlo Francesia (sezione: Porossan) (90 punti)                                                                |
| 2015 | Roberto Forré (sezione: Saint-Oyen) (90 punti)            | Giorgio Pavese (sezione: Morgex) (81 punti)                 | René Zanivan (sezione: Morgex)                                                                                |
| 2016 | Ezio Marguerettaz (sezione: Saint-Christophe) (94 punti)  | Michel Ronc (sezione: Saint-Oyen) (93 punti)                | Ivo Nex (sezione: Étroubles) (89 punti)                                                                       |
| 2017 | Ezio Marguerettaz (sezione: Saint-Christophe) (103 punti) | Michel Munier (sezione: Étroubles) (96 punti)               | Mathieu Cerisey (sezione: Étroubles) (91 punti)                                                               |
| 2018 | Simon Charbonnier (sezione: Saint-Christophe) (98 punti)  | Andrea Chanoine (sezione: La Salle)                         | Christian Comé (sezione: Charvensod)                                                                          |
| 2019 | Andrea Chanoine (sezione: La Salle) (89 punti)            | Ivo Nex (sezione: Morgex) (88 punti)                        | René Zanivan (sezione: Morgex) (86 punti)                                                                     |
| 2020 | Non disputato                                             |                                                             | |
| 2021 | Paul Comé (sezione: Charvensod) (99 punti)                | Carlo Francesia (sezione: Morgex) (91 punti)                | Carmelo Scarfò (sezione: Charvensod) (90 punti)                                                               |
| 2022 | Ivo Nex (sezione: Allein) (95 punti)                      | Patrick Parléaz (sezione: Étroubles) (91 punti)             | Paul Comé (sezione: Charvensod) (91 punti)                                                                    |
| 2023 | Christian Comé (sezione: Charvensod) (90 punti)           | Michel Ronc (sezione: Saint-Oyen) (89 punti)                | Simon Charbonnier (sezione: Morgex) (88 punti)                                                                |
| 2024 | Diego Lucia (sezione: Charvensod) (87 punti)              | Carmelo Scarfò (sezione: Charvensod) (82 punti)             | Simon Bollon (sezione: Charvensod) (77 punti)                                                                 |
| 2025 | René Zanivan (sezione: Morgex) (91 punti)                 | Diego Lucia (sezione: Etroubles) (83 punti)                 | Andrea Zanivan (sezione: Morgex) (82 punti)                                                                   |